# Pimiento
Pimento är ibland en synonym för kryddpeppar.

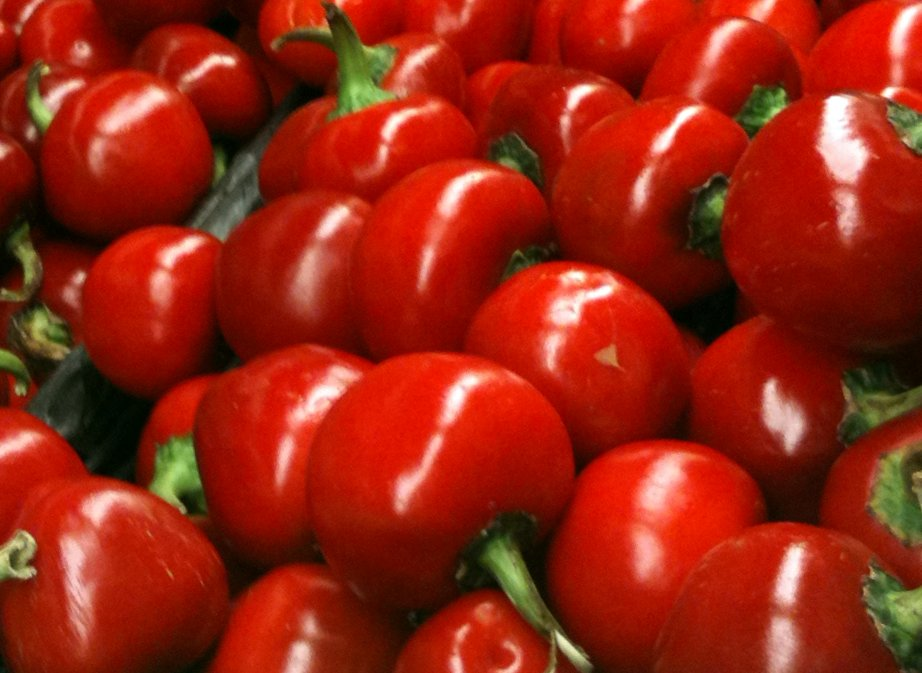
Pimento.

Pimiento eller pimento är en sorts beredd röd paprika. Den kan vara hackad och/eller konserverad. Pimiento återfinns bland annat i gröna oliver.